# Arquidiocese de Numeá
A Arquidiocese de Numeá (Archidiœcesis Numeana) é uma circunscrição eclesiástica da Igreja Católica situada em Numeá, Nova Caledônia. Seu atual arcebispo é Susitino Sionepoe, S.M. Sua Sé é a Catedral de São José de Numeá.
Possui 32 paróquias servidas por 27 padres, contando com 275.160 habitantes, com 49,4% da população jurisdicionada batizada (136.000 batizados).

## História
A missão católica na Nova Caledônia começou no final de 1843, quando pela primeira vez um grupo de cinco missionários marianistas desembarcaram na ilha. O início modesto da missão foi agravado pela perseguição de um chefe local que forçou os missionários a se concentrarem em Futuna.
O Vicariato Apostólico da Nova Caledônia foi erigido em 23 de julho de 1847, destacando o território do Vicariato Apostólico da Oceania Central (atual Diocese de Tonga). Mas foi somente no ano seguinte que os missionários puderam retornar à Nova Caledônia para retomar o trabalho de evangelização na ilha.
Em 26 de outubro de 1890, a Catedral de São José de Numeá é abençoada e inaugurada, sendo consagrada quatro anos depois.
Em 9 de fevereiro de 1901, cedeu parte de seu território para a ereção da Prefeitura Apostólica das Novas Hébridas (atual Diocese de Porto Vila)
Em 21 de junho de 1966 por força da bula Prophetarum voces do Papa Paulo VI o Vicariato Apostólico foi elevado à dignidade de arquidiocese metropolitana e assumiu seu nome atual.

## Prelados
|                     | Nome                              | Período   | Notas                                    |        |
| Bispos              | Bispos                            | Bispos    | Bispos                                   | Bispos |
| ------------------- | --------------------------------- | --------- | ---------------------------------------- | ------ |
| 4º                  | Susitino Sionepoe, S.M.           | 2025-     | Atual                                    |        |
| 3°                  | Michel-Marie-Bernard Calvet, S.M. | 1981-2025 |                                          |        |
| 2º                  | Eugène Klein, M.S.C. †            | 1972-1981 |                                          |        |
| 1º                  | Pierre-Paul-Émile Martin, S.M. †  | 1966-1972 |                                          |        |
| Arcebispo coadjutor |                                   |           |                                          |        |
|                     | Eugène Klein, M.S.C.              | 1971-1972 |                                          |        |
| Bispos              |                                   |           |                                          |        |
| 7º                  | Pierre-Paul-Émile Martin, S.M. †  | 1956-1966 |                                          |        |
| 6°                  | Edoardo Bresson, S.M. †           | 1937-1956 |                                          |        |
| 5º                  | Claude-Marie Chanrion, S.M. †     | 1905-1937 |                                          |        |
| 4º                  | Alphonse-Hilarion Fraysse, S.M. † | 1880-1905 |                                          |        |
| 3°                  | Pierre-Ferdinand Vitte, S.M. †    | 1873-1880 |                                          |        |
| 2º                  | Pierre Rougeyron, S.M. †          | 1855-1873 |                                          |        |
| 1º                  | Guillaume Douarre, S.M. †         | 1847-1853 | Nomeado Vigário apostólico de Samoa-Apia |        |
| Bispo auxiliar      |                                   |           |                                          |        |
|                     | Michel-Marie-Bernard Calvet, S.M. | 1979-1981 | Elevado a Arcebispo                      |        |